# Flanders Classics
Flanders Classics is sinds 2010 de overkoepelende organisatie van zes Vlaamse voorjaarsklassiekers met onder andere de Ronde van Vlaanderen.
Deze organisatie kwam tot stand op initiatief van Wouter Vandenhaute, gedelegeerd bestuurder van het Belgisch tv-productiehuis Woestijnvis. Sinds 2018 is voormalig profbasketter Tomas Van Den Spiegel algemeen directeur van het bedrijf.

## Veldrijden
Sinds 2018 is de organisatie van de Superprestige veldrijden ook ondergebracht bij deze organisatie.
Flanders Classics organiseert voor de UCI de Wereldbeker veldrijden.

## Doelstelling
Flanders Classics wil de positie van de Vlaamse wielerklassiekers in de internationale kalender verstevigen. Deze samenwerking heeft intussen reeds geleid tot een betere datum voor drie van de deelnemende wedstrijden (zie verder: Gent-Wevelgem, Scheldeprijs en Brabantse Pijl). Daardoor wordt het ook mogelijk meer toppers aan te trekken naar de Vlaamse wedstrijden.

## Deelnemende wedstrijden
| Wedstrijd                   | Opmerking |
| --------------------------- | --- |
| Omloop Het Nieuwsblad       | Openingskoers van het Belgische wielerseizoen |
| Dwars door Vlaanderen       | De wedstrijd in het midden van de Vlaamse Wielerweek, met aankomst in Waregem de woensdag voor de Ronde van Vlaanderen.                                                     |
| Gent-Wevelgem               | Vindt plaats op de zondag tussen Milaan-San Remo en de Ronde van Vlaanderen.                                                                                                |
| Ronde van Vlaanderen        | Hoogtepunt van het Vlaamse wielerseizoen en een van de vijf wielermonumenten.                                                                                               |
| Scheldeprijs (m/v)          | Vindt plaats op de woensdag tussen de Ronde van Vlaanderen en Parijs-Roubaix.                                                                                               |
| Ronde van Limburg           | Vindt vanaf 2025 plaats op de woensdag tussen Parijs-Roubaix en de Amstel Gold Race. Vanaf 2021 behoort deze wedstrijd tot de wedstrijden van Flanders Classics.            |
| Brabantse Pijl              | Vond plaats op de woensdag vóór de Amstel Gold Race, maar vanaf 2025 de vrijdag voor de Amstel Gold Race, die vanaf 2025 ook in de portefeuille valt van Flanders Classics. |
| Amstel Gold Race            | Nederlands grootste wielerklassieker vanaf 2025 |
| Ronde van Zwitserland (m/v) | |
| Brussels Cycling Classic    | |
| Druivenkoers Overijse       | Vanaf 2020 behoort deze wedstrijd tot de wedstrijden van Flanders Classics.                                                                                                 |
| Great War Remembrance Race  | Éénmalige wedstrijd ter nagedachtenis van de Eerste Wereldoorlog. |
| WK 2021                     | Vlaanderen organiseerde in 2021 het WK. Voor dit evenement werd samengewerkt met Golazo                                                                                     |
| wereldbeker veldrijden      | Belangrijkste regelmatigheidscriterium in het veldrijden. Bestaat uit 16 internationale veldritten.                                                                         |
| Superprestige veldrijden    | Regelmatigheidscriterium in het veldrijden. Bestaat uit 8 veldritten. |

Onderhandelingen om ook E3 Harelbeke in dit rijtje op te nemen zijn afgesprongen. In 2018 organiseerde Flanders Classics tot nu eenmalig de Great War Remembrance Race tussen Nieuwpoort en Ieper.

## Wielertoerisme
Vanaf 2011 werd een luik Flanders Classics Cyclo opgestart onder het motto "Rij zelf de Vlaamse klassiekers". Bedoeling is de wielertoeristen de mogelijkheid te bieden in de dagen voorafgaand aan een wielerklassieker, (gedeeltelijk) hetzelfde parcours af te leggen als de renners.